# V Studencki Festiwal Jazzowy „Jazz nad Odrą”
V Studencki Festiwal Jazzowy „Jazz nad Odrą” odbył się w dniach 8 - 10 marca 1968 roku.

## Laureaci
W kategorii zespołów tradycyjnych
- I - Old Timers (Warszawa)
- II - High Society (Gliwice)
- III - Young Jazz Band (Wrocław)

W kategorii zespołów nowoczesnych
- I - Paradoks (Warszawa)
- II - Grupa Zbigniewa Seiferta (Kraków)
- III - Sekstet Aleksandra Mazura (Wrocław)

W kategorii solistów
- I - Janusz Trzciński (Toruń)
- II - Zbigniew Seifert (Kraków)
- III - Piotr Nadolski (Gdańsk), Stefan Stadnicki (Wrocław)

W kategorii solistów-wokalistów (ex aequo)
- Marianna Wróblewska (Gdańsk)
- Wojciech Skowroński (Poznań)